# Lobsang Mönlam
Lobsang Mönlam (1729-1798) was een Tibetaans geestelijke.
Hij was de tweeënzestigste Ganden tripa van 1785 tot 1793 en daarmee de hoofdabt van het klooster Ganden en hoogste geestelijke van de gelugtraditie in het Tibetaans boeddhisme.
Lobsang Mönlam werd in 1729 geboren in Tronang in Gyalmo Tsawarong in Amdo. Hij werd toegelaten tot het Dropenlingklooster en leerde er lezen, schrijven en teksten van gebeden.
Op de leeftijd van 17 jaar trok hij naar U-Tsang en schreef zich in bij het Loseling College van het Drepungklooster voor verdere studie. Daar studeerde hij logica en de vijf onderdelen van het Geshe-curriculum. Tot zijn leermeesters behoorden onder andere de 56e Ganden tripa, Lobsang Drimed en de 57e Ganden tripa, Samten Püntsog (1703-1770). 
Na het afronden van zijn studie deed Lobzang Mönlam met succes examen in de Lharampa-graad, de hoogste graad van het Geshe-curriculum, tijdens het jaarlijkse Mönlam Chenmo gebedsfestival in Lhasa. Daarna volgde hij aan het Gyume-college gedurende drie jaar de tantrastudie. Toen hij 43 jaar was, werd hij benoemd tot zangleider en daarna tot abt. In 1776, op zijn 48e, volgde zijn benoeming tot abt van het Jangtse-college van het Gandenklooster. 
In 1785, op de leeftijd van 57 jaar, werd Lobsang Mönlam troonhouder van Ganden en daarmee de 62e Ganden tripa. Hij bekleedde dit ambt gedurende de gebruikelijke zeven jaar, tot 1792. Naast zijn normale taken als onderwijs geven en religieuze activiteiten leiden, liet hij veel standbeelden en andere geloofsobjecten plaatsen. Na zijn terugtreden in 1792 volgde Lobsang Khächog (1736-1792) hem op als 63e Ganden tripa.
Lobzang Khächog overleed al een half jaar later, waarna Trichen Lobsang Mönlam in 1793 weer op deze post terugkeerde. Hij bekleedde het ambt van hoogste abt opnieuw bijna twee jaar, tot 1794.
In 1798 overleed hij op 70-jarige leeftijd; een zilveren stoepa voor zijn relieken werd geplaatst in het Loseling-college van het Drepungklooster.